# Viața, universul și tot restul
Viața, universul și tot restul (în original Life, the Universe and Everything) este un roman scris de Douglas Adams și apărut în anul 1982. Traducerea în limba română a apărut în anul 2005. Romanul face parte din seria Ghidul autostopistului galactic (The Hitchhiker's Guide to the Galaxy).

## Răspunsul suprem

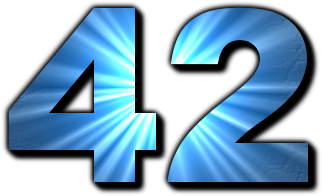
Răspunsul.

Răspunsul la întrebarea supremă a vieții, a universului și a tot restul (the Answer to the Ultimate Question of Life, the Universe and Everything) este un concept prezent în romanele science fiction ale scriitorului și umoristului britanic Douglas Adams, din seria Ghidul autostopistului galactic. Răspunsul la această întrebare este căutat folosind supercomputerul „Gândire Adâncă” (Deep Thought).
Răspunsul suprem a fost găsit după șapte milioane și jumătate de ani de calcule: numărul 42. Când însă personajele romanului au dorit să afle și întrebarea supremă care are acest răspuns, puterea de calcul a supercomputerului s-a dovedit insuficientă.